# Монахэн, Камерон
Ка́мерон Ра́йли Мо́нахэн (англ. Cameron Riley Monaghan; род. 16 августа 1993, Санта-Моника, Калифорния) — американский актёр и модель, наиболее известный по роли Йена Галлагера в телесериале «Бесстыжие», Джерома и Джеремайи Валески в телесериале «Готэм», а также по роли Кэла Кестиса в серии компьютерных игр Star Wars Jedi.

## Биография
Монахэн родился 16 августа 1993 года в Санта-Монике, Калифорния. Он единственный ребёнок в семье. Его мать, Диана Монахэн, растила Камерона одна. Сразу после его рождения они переехали в город Бока-Ратон, штат Флорида. Понимая, что Монахэн был исключительно общительным ребенком, его мать отправила его фотографию в агентство, когда ему было три года. Впервые появился на обложке журнала в возрасте пяти лет. В возрасте семи лет он снялся в рекламном ролике.
Он посещал начальную школу Эддисона Мизнера, где и начал развивать свои актерские навыки, появляясь в постановках детского театра Little Palm. Монахэн переехал в Лос-Анджелес когда ему было 10 лет.
В свободное время играет на гитаре, ударных, губной гармошке и укулеле, и сам научился играть на клавишных. Он также увлекается боксом, ездой на велосипеде, бегом, сноубордингом и горными лыжами.

## Карьера
До того как попасть на телеэкраны Монахэн еще в школе, стал посещать  детский театр Little Palm в качестве начинающего актера, там же он сыграл в своих первых постановках «Стюарт Литтл», «Винни-Пух» и «Тыквенный король». Дебютная роль Монахэна состоялась в 2002 году, когда он сыграл небольшую роль в независимом фильме «Камень желаний». В 2003 году Монахэн сыграл свою первую заметную роль в телевизионном мюзикле «Музыкальный человек» режиссер и продюсер фильма Джефф Блекнер в интервью объяснял что актерская игра Монахэна будто бы «выскакивала из экрана» отмечая что юный актер подходит для своей роли как никто другой. В это же время юный Монахэн был номинирован на премию «Молодой актёр». В 2004 году присоединился к второстепенному актерскому составу телесериала «Малкольм в центре внимания», за которую он стал обладателем премии «Молодой актëр» в категории «Лучшая мужская роль в телесериале – молодой актер второго плана». В 2005 году исполнил небольшую роль в фильме Жан-Клода Ла Марре «Братья по оружию», а также эпизодической роли в телесериале «Предел» и мультсериале «Аватар: Легенда об Аанге», дебютировав в качестве актера озвучивания, в этом же году появился в короткометражном фильме «Отчаянные хиппи» и «Приключения Танго Макнортона: Лицензированного героя»,  а также появился в телесериале «Рассекреченное руководство Неда по выживанию в школе» в качестве приглашенной звезды, в дальнейшем получив номинацию на премию «Молодой актëр» за роль в сериале. В 2006 году исполнил второстепенную роль в комедийной драме «Клик: С пультом по жизни», а также эпизодическую роль в фильме «Санта-Клаус 3», Монахэн также исполнил эпизодическую роль в телесериале «Мыслить как преступник». В 2007 году исполнил небольшую роль в эпизоде телесериала «Коротышка Макшорти Шорт», а также главную роль в фильме «Три сыщика и тайна острова Скелетов». В 2008 году появился в короткометражке «Машина грез» и «Обезоруженный»,  а также небольшой роли в комедии «Алмазный пес». В 2009 году снялся во множестве эпизодических ролей, в телесериале «4исла», «Порно для всей семьи», «Менталист», «Детектив Монк», «Три реки» и «Грань»,  а также исполнил роль в телефильме «Сэйв-Харбор» и повторил свою роль Боба Эндрюса в фильме «Три сыщика и тайна замка ужасов». В 2010 году появился в фильме «Осеннее полнолуние», и телесериале «Терьеры» и «Болота», а также короткометражке «Плохой кролик» и «Два мальчика».

В 2011 году исполнил небольшую роль в сериале «Морская полиция: Спецотдел» и «Риццоли и Айлс», за которую был номинирован на премию «Молодой актëр», в этом же году появился в главной роли в веб-сериале «Кори и Лукас за победой», а также фильме «Выпускной», а также присоединился к основному актерскому составу телесериала «Бесстыжие», являющийся ремейком одноименного британского телесериала. Роль Иэна Галлагера из «Бесстыжих» стала самой заметной в его фильмографии, журналист Сара Хьюз из The Independent похвалила игру Монахэна отмечая то, насколько хорошо актер справился со своей ролью. Мэтью Гилберт из The Boston Globe охарактеризовал игру актера как «экстраординарную». За роль в телесериале Монахэн был номинирован на премию «Выбор телевизионных критиков» в категории «Лучший актер второго плана в комедийном сериале».
В 2011 году появился в эпизодической роли в телесериале «Закон и порядок: Специальный корпус», а также второстепенной роли в спортивной комедии «2-я подача». В 2014 исполнил главную роль в драме «Джейми Маркс мёртв»,  а также в фильме «Академия вампиров», «Посвящённый» и «Пассаж». В 2015 году присоединился к основному актерскому составу телесериала «Готэм», где исполнил роль Джерома и Джеремайи Валески (Джокера). Игра Монахэна вызвала восхищение у критиков, однако некоторые высказали недовольство наличием персонажа в телесериале. В 2016 году исполнил главную роль в первом сезоне телесериала «Улица милосердия», а также эпизодическую роль в сериале «Сын Зорна». В 2017 году исполнил второстепенную роль в комедийной драме «Сестра в отрыве»,  а также фильме ужасов «Ужас Амитивилля: Пробуждение». В 2018 году исполнил эпизодическую роль в сериале «Повседневная любовь», а также главную роль в драме «Мой парень — пророк». В 2019 году озвучил персонажа в мультфильме «Господство Суперменов», а также исполнил роль Кэла Кестиса в компьютерной игре Star Wars Jedi: Fallen Order. В 2021 году озвучил главного героя в анимационном фильме «Витрина DC: Каманди: Последний мальчик на Земле!». В 2022 году исполнил главную роль в фильме «Флирт с дьяволом» и второстепенную роль в «Последний рейс», также озвучил второстепенного персонажа в мультфильме «Мой брачный проект». В 2023 году повторил роль Кэла Кестиса, в компьютерной игре Star Wars Jedi: Survivor. В 2024 выступил в качестве режиссера, продюсера и главного актера в собственном короткометражном фильме «Лисье тело».

## Личная жизнь
Камерон — гетеросексуал. На этот вопрос он однажды написал ответ в Твиттере: «Единственный раз отвечаю на этот вопрос: Нет, я не гей. Да, я играю персонажа-гея. Нет, этот вопрос не должен больше подниматься».
В 2017 году начал встречаться с актрисой Пейтон Лист. Пара рассталась в начале 2019 года.

## Фильмография
| Год       |     | Русское название                                     | Оригинальное название                                     | Роль                       |
| --------- | --- | ---------------------------------------------------- | --------------------------------------------------------- | -------------------------- |
| 2002      | ф   | Камень желаний                                       | The Wishing Stone                                         | Алекс                      |
| 2003      | тф  | Музыкальный человек                                  | The Music Man                                             | Уинтроп Пару               |
| 2004—2005 | с   | Малкольм в центре внимания                           | Malcolm in the Middle                                     | Чэд                        |
| 2005      | ф   | Братья по оружию                                     | Brothers in Arms                                          | Тимми                      |
| 2005      | с   | Предел                                               | Threshold                                                 | Джош Фостер                |
| 2005      | мс  | Аватар: Легенда об Аанге                             | Avatar: The Last Airbender                                | Пой/Пинг                   |
| 2005      | кор | Отчаянные хиппи                                      | Desperate Hippies                                         | Зак                        |
| 2005      | кор | Приключения Танго Макнортона: Лицензированного героя | The Adventures of Tango McNorton: Licensed Hero           | Танго Макнортон            |
| 2005—2006 | с   | Рассекреченное руководство Неда по выживанию в школе | Ned's Declassified School Survival Guide                  | Палмер Нойд                |
| 2006      | ф   | Клик: С пультом по жизни                             | Click                                                     | Кевин О'Дойл               |
| 2006      | с   | Мыслить как преступник                               | Criminal Minds                                            | Джеффри Чарльз             |
| 2006      | ф   | Санта-Клаус 3                                        | The Santa Clause 3: The Escape Clause                     | регулировщик               |
| 2007      | мс  | Коротышка Макшорти Шорт                              | Shorty McShorts' Shorts                                   | Энди                       |
| 2007      | ф   | Три сыщика и тайна острова Скелетов                  | The Three Investigators and the Secret of Skeleton Island | Боб Эндрюс                 |
| 2008      | кор | Машина грез                                          | Dream Machine                                             | Стэнли                     |
| 2008      | ф   | Алмазный пес                                         | Dog Gone                                                  | Декстер                    |
| 2008      | кор | Обезоруженный                                        | Disarmed                                                  | Джастин                    |
| 2009      | кор | Бегущий                                              | Running                                                   | Райан                      |
| 2009      | с   | 4исла                                                | Numb3rs                                                   | Тодд                       |
| 2009      | вс  | Порно для всей семьи                                 | James Gunn's PG Porn                                      | мальчик                    |
| 2009      | ф   | Три сыщика и тайна замка ужасов                      | The Three Investigators and the Secret of Terror Castle   | Боб Эндрюс                 |
| 2009      | с   | Менталист                                            | The Mentalist                                             | Эллиот                     |
| 2009      | тф  | Сэйв-Харбор                                          | Safe Harbor                                               | Ларри Паркер               |
| 2009      | с   | Детектив Монк                                        | Monk                                                      | Дэнни Купер                |
| 2009      | с   | Три реки                                             | Three Rivers                                              | Оден Дринкуотер            |
| 2009      | с   | Грань                                                | Fringe                                                    | Тайлер Карсон              |
| 2010      | с   | Болота                                               | The Glades                                                | Шейн Коннерс               |
| 2010      | ф   | Осеннее полнолуние                                   | Another Harvest Moon                                      | Джек                       |
| 2010      | с   | Терьеры                                              | Terriers                                                  | Коди Грайс                 |
| 2010      | кор | Плохой кролик                                        | Bad Bunny                                                 | Джек                       |
| 2010      | кор | Два мальчика                                         | Two Boys                                                  | сын                        |
| 2011      | с   | Морская полиция: Спецотдел                           | NCIS                                                      | Ник Пейтон                 |
| 2011      | вс  | Кори и Лукас за победой                              | Corey and Lucas for the Win                               | Лукас                      |
| 2011      | ф   | Выпускной                                            | Prom                                                      | Кори Дойл                  |
| 2011      | с   | Риццоли и Айлс                                       | Rizzoli & Isles                                           | Джонатан Маккенна          |
| 2011—2021 | с   | Бесстыжие                                            | Shameless                                                 | Иэн Галлагер               |
| 2012      | с   | Закон и порядок: Специальный корпус                  | Law & Order: Special Victims Unit                         | Эдди Сэндоу                |
| 2012      | ф   | 2-я подача                                           | 2nd Serve                                                 | Джейк                      |
| 2014      | ф   | Джейми Маркс мёртв                                   | Jamie Marks Is Dead                                       | Адам Маккормик             |
| 2014      | ф   | Академия вампиров                                    | Vampire Academy                                           | Мэйсон Эшфорд              |
| 2014      | ф   | Пассаж                                               | Mall                                                      | Джефф                      |
| 2014      | ф   | Посвящённый                                          | The Giver                                                 | Ашер                       |
| 2015—2019 | с   | Готэм                                                | Gotham                                                    | Джером и Джеремайя Валеска |
| 2016      | с   | Улица милосердия                                     | Mercy Street                                              | Том Фэрфакс                |
| 2016      | с   | Сын Зорна                                            | Son of Zorn                                               | Джефф                      |
| 2017      | ф   | Сестра в отрыве                                      | The Year of Spectacular Men                               | Росс Уайатт                |
| 2017      | ф   | Ужас Амитивилля: Пробуждение                         | Amityville: The Awakening                                 | Джеймс Уокер               |
| 2018      | с   | Повседневная любовь                                  | Love Daily                                                | Аарон                      |
| 2018      | ф   | Мой парень — пророк                                  | Anthem of a Teenage Prophet                               | Люк Хантер                 |
| 2019      | мф  | Господство Суперменов                                | Reign of the Supermen                                     | Супербой (Кон-Эл)          |
| 2019      | ки  | Звёздные войны. Джедаи: Павший Орден                 | Star Wars Jedi: Fallen Order                              | Кэл Кестис                 |
| 2021      | мф  | Витрина DC: Каманди: Последний мальчик на Земле!     | DC Showcase: Kamandi: The Last Boy on Earth!              | Каманди                    |
| 2022      | ф   | Флирт с дьяволом                                     | Shattered                                                 | Крис Дэкер                 |
| 2022      | мф  | Мой брачный проект                                   | My Love Affair with Marriage                              | Сергей                     |
| 2022      | ф   | Последний рейс                                       | Paradise Highway                                          | Финли Стерлинг             |
| 2023      | ки  |                                                      | Star Wars Jedi: Survivor                                  | Кэл Кестис                 |
| 2025      | кор | Лисье тело                                           | Foxbody                                                   | Клайд                      |
| 2025      | ф   | Трон: Арес                                           | Tron: Ares                                                | Канус                      |
|           | ки  |                                                      | Star Wars Jedi: 3                                         | Кэл Кестис                 |

## Награды и номинации
| Год  | Премия                                        | Категория                                                                                        | Номинация за                                         | Результат | Примечания |
| ---- | --------------------------------------------- | ------------------------------------------------------------------------------------------------ | ---------------------------------------------------- | --------- | ---------- |
| 2004 | Премия «Молодой актер»                        | Лучшая работа молодого актера второго плана в телефильме, мини–сериале или специальной программе | Музыкальный человек                                  | Номинация | [ 64 ]     |
| 2005 | Премия «Молодой актер»                        | Лучшая мужская роль в телесериале – молодой актер второго плана                                  | Малкольм в центре внимания                           | Победа    | [ 65 ]     |
| 2006 | Премия «Молодой актер»                        | Лучшая работа в телевизионном сериале – приглашенный молодой актер в главной роли                | Рассекреченное руководство Неда по выживанию в школе | Номинация | [ 66 ]     |
| 2012 | Премия «Молодой актер»                        | Лучшая мужская роль в телесериале – приглашенный молодой актер в возрасте 18-21 лет              | Риццоли и Айлс                                       | Номинация | [ 67 ]     |
| 2015 | Выбор телевизионных критиков                  | Лучший актер второго плана в комедийном сериале                                                  | Бесстыжие                                            | Номинация | [ 68 ]     |
| 2016 | Teen Choice Awards                            | Телевыбор: Злодей                                                                                | Готэм                                                | Номинация | [ 69 ]     |
| 2018 | Teen Choice Awards                            | Телевыбор: Злодей                                                                                | Готэм                                                | Номинация | [ 70 ]     |
| 2019 | Teen Choice Awards                            | Телевыбор: Злодей                                                                                | Готэм                                                | Победа    | [ 71 ]     |
| 2020 | Премия NAVGTR                                 | Выступление в драматическом театре, ведущая роль                                                 | Star Wars Jedi: Fallen Order                         | Номинация | [ 72 ]     |
| 2023 | Golden Joystick Awards                        | Лучший ведущий исполнитель                                                                       | Star Wars Jedi: Survivor                             | Номинация | [ 73 ]     |
| 2023 | The Game Awards                               | Лучшее выступленип                                                                               | Star Wars Jedi: Survivor                             | Номинация | [ 74 ]     |
| 2024 | Премия Британской Академии в области видеоигр | Исполнитель главной роли                                                                         | Star Wars Jedi: Survivor                             | Номинация | [ 75 ]     |